# Sajjid Abd al-Munim
Sajjid Abd al-Munim Sajjid Hamid, Sayed Abdelmonem Sayed Hamed (ar. سيد عبد المنعم سيد حامد; ur. 25 września 1988) – egipski zapaśnik walczący w stylu klasycznym. Olimpijczyk z Londynu 2012, gdzie zajął jedenaste miejsce w kategorii 60 kg.
Dwukrotny uczestnik mistrzostw świata; dziewiętnasty w 2009. Wicemistrz igrzysk śródziemnomorskich w 2009 i piąty w 2013. Pięciokrotnie stawał na podium mistrzostw Afryki, w tym cztery razy na najwyższym stopniu: w 2009, 2010, 2011 i 2013. Srebrny medal na igrzyskach panarabskich w 2011 i mistrzostwo Arabskie z 2007. Mistrz śródziemnomorski w 2012 i wicemistrz w 2010 roku.
- Turniej w Londynie 2012

Przegrał z Rosjaninem Kuramagomiedem Kuramagomiedowem i Gruzinem Rewazem Laszchim i odpadł z turnieju.